# Namboèna
Namboèna est une localité située dans le département de Ouéléni de la province du Léraba dans la région des Cascades au Burkina Faso.